# FIFA 15
FIFA 15 е футболна игра, издадена от EA Sports. Според създателите на играта официално е обявено, че играта първо ще излезе в Северна Америка, на 23 септември 2014 г. В Европа играта ще се пусне на пазара 2 дни след това.

## Ultimate Team
EA Sports добавят някои бонуси за Ultimate Team, например Лионел Меси може да бъде взет назаем в отбора на играещия играта.

## Лиги
Официално са обявени следните лиги в играта.
- Англия
  - Висшата лига

- Италия
  - Серия А

- Турция
  - Турска Суперлига

- САЩ/ Канада
  - МЛС